# Pycnopygius
Pycnopygius is een geslacht van zangvogels uit de familie honingeters (Meliphagidae).

## Soorten
Het geslacht kent de volgende soorten:
- Pycnopygius cinereus – Marmerhoningeter
- Pycnopygius ixoides – Rosse honingeter
- Pycnopygius stictocephalus – Streepkaphoningeter